# Amanibakhi
Amanibakhi Meroé kusita uralkodója volt az i. e. 3. században.
Egy sztéléről és egy áldozati asztalról ismert, melyeket egy keresztény templomba építettek be Nuriban. Nuri a kusita uralkodók temetkezési helye volt Amanibakhi uralkodása idején, itt állhatott piramisa, de egyelőre nem tudni, hol temették el. Amanibakhi valószínűleg Akharatant követte a trónon, őt pedig Nasztaszen követte.

## Fordítás
- Ez a szócikk részben vagy egészben  az   Amanibakhi című angol Wikipédia-szócikk ezen változatának fordításán alapul.  Az eredeti cikk szerkesztőit annak laptörténete sorolja fel. Ez a jelzés csupán a megfogalmazás eredetét és a szerzői jogokat jelzi, nem szolgál a cikkben szereplő információk forrásmegjelöléseként.